# La Hai
La Hai là thị trấn huyện lỵ của huyện Đồng Xuân, tỉnh Phú Yên, Việt Nam.

## Địa lý
La Hai là một thị trấn miền núi, cách thành phố Tuy Hòa khoảng 45 km, có vị trí địa lý:
- Phía đông giáp xã Xuân Sơn Bắc
- Phía tây giáp xã Xuân Quang 2
- Phía nam giáp các xã Xuân Quang 3 và Xuân Sơn Nam
- Phía bắc giáp xã Xuân Long.

Hành chính được chia thành 5 khu phố : Long An, Long Thăng, Long Châu, Long Hà và Long Bình
Thị trấn có diện tích 20,53 km², dân số năm 1999 là 9.193 người, mật độ dân số đạt 448 người/km².

## Lịch sử
Thị trấn La Hai được thành lập vào năm 1986 trên cơ sở tách 1.848 ha diện tích tự nhiên và 5.699 người của xã Xuân Long.